# Njisane Phillip
Njisane Nicholas Phillip (San Fernando, 29 mei 1991) is een baanwielrenner uit Trinidad en Tobago. Hij won tijdens de Pan-Amerikaanse Spelen in 2019 de teamsprint, deze overwinning werd hem echter weer afgenomen wegens een positieve doping test.
Phillip heeft deelgenomen aan de Olympische Zomerspelen van 2012 2016. Zijn beste uitslag tijdens deze Spelen is een vierde plaats op de sprint in 2012.

## Belangrijkste uitslagen
| Jaar      | TK              | PK                              | WK                        | Overige |           |
| Als elite | Als elite       | Als elite                       | Als elite                 | Als elite | Als elite |
| --------- | --------------- | ------------------------------- | ------------------------- | --- | --------- |
| 2010      |                 | sprint · teamsprint · 4e keirin |                           | Centraal-Amerikaanse en Caraïbische Spelen: · sprint · teamsprint · Gemenebestspelen: · 5e sprint · 10e keirin |           |
| 2011      |                 | sprint · 7e keirin              |                           | Pan-Amerikaanse Spelen: · sprint                                                                               |           |
| 2012      |                 | sprint · 6e keirin              |                           | Olympische Spelen: 4e sprint 7e keirin                                                                         |           |
| 2013      |                 |                                 |                           | WB Manchester: · sprint                                                                                        |           |
| 2014      |                 | 5e keirin 9e sprint             |                           | |           |
| 2015      | sprint · keirin | 4e keirin                       |                           | Pan-Amerikaanse Spelen: · sprint · 5e keirin · WB Milton: · teamsprint                                         |           |
| 2016      |                 |                                 | 14e sprint                | Olympische Spelen: 13e sprint                                                                                  |           |
| 2017      | teamsprint      | teamsprint                      |                           | |           |
| 2018      |                 | teamsprint                      |                           | Centraal-Amerikaanse en Caraïbische Spelen: · teamsprint · 4e sprint · Gemenebestspelen: · 6e teamsprint       |           |
| 2019      |                 | teamsprint                      | 11e teamsprint 18e sprint | Pan-Amerikaanse Spelen: · sprint                                                                               |           |
| 2020      |                 |                                 |                           | |           |
| 2021      |                 | teamsprint · keirin             |                           | |           |